# 1900–1901-es svájci labdarúgó-bajnokság (első osztály)
Az 1900–1901-es Swiss Serie A volt a 4. alkalommal megrendezett, legmagasabb szintű labdarúgó-bajnokság Svájcban.
A címvédő a Grasshoppers volt. A bajnokságot újra a Grasshoppers csapata nyerte meg.

## A szezon
Az 1900–1901-es Swiss Serie A-t két csoportra osztották, egy keleti és egy nyugati csoportra. A keleti csoportban három zürichi, (Grasshoppers, Zürich és Fire Flies Zürich) valamint három bázeli (Basel, Old Boys és Fortuna Basel) csapat szerepelt. A nyugati csoportban négy csapat, az La Chaux-de-Fonds, a Servette Genf, a Neuchâtel és a Bern szerepelt. A keleti csoportból a Grasshoppers, a nyugati csoportból a Bern jutott be a döntőbe.
A döntőt 1901. március 31-én játszották Aarauban, de a Grasshopper Club egyik játékosa nem kvalifikált, így az eredményt érvénytelenítették. A döntő újrajátszása április 14-én volt szintén Aarauban, ahol a Grasshoppers 2–0-ra diadalmaskodott.

## Keleti csoport
| Hely. | Csapat            | M  | Gy | D | V | G+ | G– | Gk  | P  | Továbbjutás vagy kiesés |
| ----- | ----------------- | -- | -- | - | - | -- | -- | --- | -- | ----------------------- |
| 1.    | Grasshoppers      | 10 | 9  | 0 | 1 | 55 | 13 | +42 | 18 | Továbbjutó              |
| 2.    | Zürich            | 10 | 8  | 1 | 1 | 42 | 12 | +30 | 17 |                         |
| 3.    | Fire Flies Zürich | 10 | 4  | 2 | 4 | 16 | 20 | −4  | 10 |                         |
| 4.    | Old Boys          | 10 | 3  | 1 | 6 | 10 | 35 | −25 | 7  |                         |
| 5.    | Basel             | 10 | 2  | 2 | 6 | 21 | 35 | −14 | 6  |                         |
| 6.    | Fortuna Basel     | 10 | 1  | 0 | 9 | 6  | 35 | −29 | 2  |                         |

## Nyugati csoport
| Hely. | Csapat            | M | Gy | D | V | G+ | G– | Gk  | P  | Továbbjutás vagy kiesés |
| ----- | ----------------- | - | -- | - | - | -- | -- | --- | -- | ----------------------- |
| 1.    | Bern              | 6 | 5  | 0 | 1 | 16 | 2  | +14 | 10 | Továbbjutó              |
| 2.    | La Chaux-de-Fonds | 6 | 3  | 0 | 3 | 13 | 10 | +3  | 6  |                         |
| 3.    | Servette Genf     | 6 | 2  | 0 | 4 | 10 | 11 | −1  | 4  |                         |
| 4.    | Neuchâtel         | 6 | 2  | 0 | 4 | 7  | 13 | −6  | 4  |                         |

## Döntő
| Club         | Score | Club |
| ------------ | ----- | ---- |
| Grasshoppers | 2–0   | Bern |
| Grasshoppers | 2–0   | Bern |

- Az első mérkőzést érvénytelenítették